# Elbu (rzeka)
Elbu (est. Elbu oja) – rzeka/strumyk we wschodniej Estonii, w prownicji Parnawa.
Długość potoku wynosi 21,7 km. Powierzchnia zlewni rowu wynosi 113,4 km².
Rzeka Elbu przepływa przez następujące miejscowości (od źródła do ujścia): Eerma, Halinga, Kangru, Kodesmaa, Oese, Tarva, Elbu, Kurena i Parisselja.